# Debitmetru electromagnetic
Debitmetrul electromagnetic permite măsurarea debitului de curgere al unui fuid în mișcare folosindu-se principiul inducției electromagnetice. Conform  acestui principiu, descoperit de Faraday, într-un mediu fluid electric conductiv care se mișcă într-un câmp magnetic, ia naștere o forță motrică electrică (f.e.m.) dependentă de intensitatea câmpului magnetic și de viteza fluidului. Deci concret este măsurată viteza fluidului prin o secțiune cunoscută, rezultând logic debitul de curgere.  Este un debitmetru frecvent folosit, fiind al treilea ca utilizare după debitmetrele cu piese mobile.

## Principiu de construcție

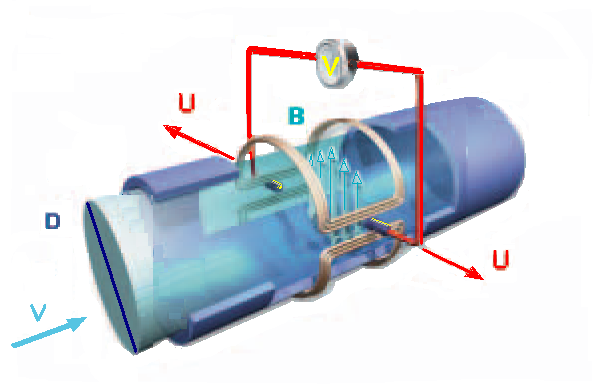
Principiu de măsurare

Debitmetrul este constructiv alcătuit din:
1. Tub metalic de curgere a fluidului, de o secțiune cunoscută
2. Strat izolant electric, intern tubului de curgere
3. Bobine (înfășurări) electrice așezate de o parte și de alta a tubului, care produc un câmp magnetic determinat
4. Doi electrozi de măsură care trec prin stratul izolant, dispuși diametral opus pe o linie (direcție) perpendiculară pe direcția câmpului magnetic
5. Amplificator electric al tensiunii de inducție culeasă (captată) de electrozi

Debitmetrul electromagnetic colectează tensiunea electromotoare indusă de fluidul conductor în mișcare în electrozii componenți ai debitmetrului, o amplifică și o transmite unui aparat indicator (display).